# ロイヤルティ諸島
ロイヤルティ諸島（英: Loyalty Islands）またはロワイヨテ諸島（仏: îles Loyauté）及びプロヴァンス・デ・ジル・ロイヤルティ（仏: Province des îles Loyauté）、ロワイヨテ諸島州（デ・ジル・ロイヤリティ州、離島州とも）は、南太平洋にある諸島であり、フランス領ニューカレドニアを構成する3つのプロヴァンス（州）のひとつである。地理的区分と行政区分が異なる。

## 名称
ロワイヨテとは、18世紀に同諸島を発見したイギリス人商人が英語で命名した「ロイヤルティ」を、仏語訳したものである。ロイヤルティ（Loyalty）という名は、1789年から1790年の南太平洋交易の航海でこの島に到達し「発見」したロンドンを本拠とする船、ロイヤルティ（ロイヤリスト Loyalist とも）に由来するとされる。

## ロイヤルティ諸島
地理的諸島としてのロイヤルティ諸島は、リフー島、マレ島（en:Maré Island）、ウベア島、ティガ島（en:Tiga Island）の4つのおもな環礁と、ウォルポール島（en:Walpole Island (New Caledonia)）から構成される。

## ロイヤルティ州
行政的プロヴァンスとしてのロイヤルティ州は、リフー島とティガ島、周辺の小島を含めたリフー（en:Lifou）、マレ島を中心としたマレ（en:Maré）、ウベア島を中心としたウベア（en:Ouvéa）の3つのコミューンから構成され、ウォルポール島は行政区分としてはヌーメアを首都とするプロヴァンス・シュドのコミューン・イル＝デ＝パンに属している。
主要な輸出品はコプラ、石鹸（ウベア島）である。